# Brandon Lee
Brandon Bruce Lee (* 1. Februar 1965 in Oakland, Kalifornien; † 31. März 1993 in Wilmington, North Carolina) war ein US-amerikanischer Schauspieler.

## Leben

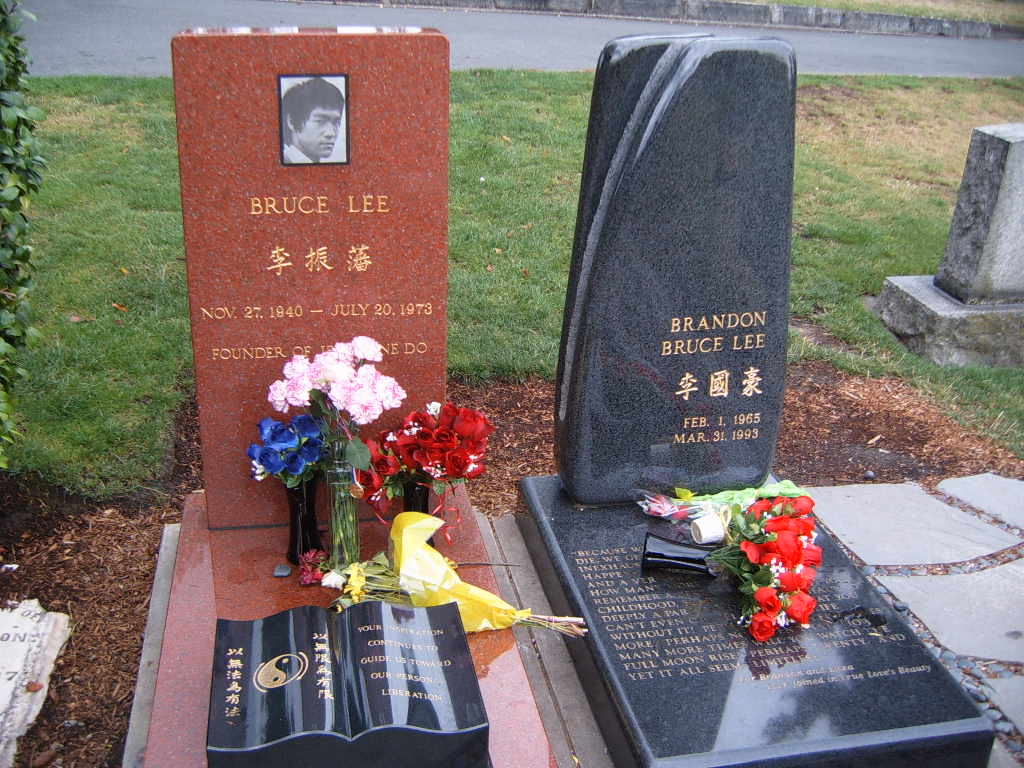
Gräber von Bruce und Brandon Lee

Brandon Lee war der Sohn von Bruce Lee und dessen Frau Linda Lee Cadwell, geborene Emery. Nach dem Tod seines Vaters, als Lee acht Jahre alt war, zog seine Mutter mit ihm und seiner jüngeren Schwester Shannon nach Los Angeles. Linda Lee wollte ihren Kindern eine normale Kindheit ermöglichen, doch Brandon Lees Wunsch war es, Schauspieler zu werden.
Nach der High School studierte er Schauspielerei am Emerson College in Boston und trat danach der Eric Morris’ American New Theater Company in New York bei. Seine erste Rolle bekam er 1986 im Alter von 20 Jahren im Fernsehfilm Kung Fu – Der Film, in dem er den Sohn von David Carradines Charakter Caine spielte.
Nach seiner ersten Hauptrolle in Laser Mission 1989 folgten Showdown in Little Tokyo (1991),  Rapid Fire (1992) und schließlich sein letzter Film The Crow – Die Krähe (1993), dessen Fertigstellung er aufgrund des Unfalls am Filmset nicht mehr erlebte.

## Tod
Am 31. März 1993 starb Brandon Lee bei einem Unfall während der Dreharbeiten in einem Studio der EUE/Screen Gems zu dem Film The Crow – Die Krähe. Da sich die Produktion in Zeitverzug befand, hatte man für einige Szenen keine Kugel-Attrappen verwendet, sondern echte Patronen, denen man lediglich das Schießpulver, nicht jedoch die Zündhütchen entfernt hatte. Der Explosionsdruck des Zündhütchens reichte aus, um eine Kugel unbemerkt in den Lauf zu schicken, wo sie stecken blieb. Beim Dreh der nächsten Szene kamen dann Platzpatronen zum Einsatz, wobei der Schuss des Schauspielers Michael Massee die steckengebliebene Kugel herausschleuderte. Brandon Lee wurde in den Bauch getroffen. Trotz sofort eingeleiteter Rettungsmaßnahmen starb er zwölf Stunden später im New Hanover Regional Medical Centre in Wilmington, North Carolina.
Da es sich um einen Unfall handelte, wurde keine Anklage erhoben. Eine spätere Zivilklage von Lees Mutter gegen die Carolco-Studios wurde außergerichtlich beigelegt. The Crow wurde auf Bitten der Familie Lees fertiggestellt und ist ihm und seiner damaligen Verlobten Eliza Hutton gewidmet, die er wenige Tage nach der Fertigstellung des Films heiraten wollte. Doubles und Computeranimationen übernahmen die noch nicht gedrehten Szenen.
Brandon Lee wurde neben seinem Vater auf dem Lake View Cemetery in Seattle beigesetzt.

## Filmografie (Auswahl)
Spielfilme
- 1986: Kung Fu – Der Film (Kung Fu: The Movie, Fernsehfilm)
- 1986: Born Hero (Long zai jiang hu)
- 1987: Kung Fu: The Next Generation
- 1989: Laser Mission
- 1991: Showdown in Little Tokyo
- 1992: Rapid Fire – Unbewaffnet und extrem gefährlich (Rapid Fire)
- 1994: The Crow – Die Krähe (The Crow)

Dokumentationen
- 1973: Bruce Lee – The Man and the Legend (李小龍的生與死) (Dokumentarfilm aus Hongkong über die Beerdigung von Bruce Lee)
- 1993: Bruce Lee – Der Fluch des Drachen
- 1993: Death By Misadventure – The mysterious life of Bruce Lee
- 1994: Bruce Lee – König des Kung Fu

## Trivia
- Die finnische Rock-Band The 69 Eyes hat ihm ein Lied mit dem Titel Brandon Lee gewidmet.
- Die litauische Gothic Rock-Band Siela widmete ihm ebenfalls ein Lied mit Namen The Crow in Anspielung auf seinen bekanntesten Film.
- Die amerikanische Metalcore-Band Ice Nine Kills hat ihm ebenfalls ein Lied mit dem Namen A Grave Mistake in Ehrung an seinen bekanntesten Film gewidmet.
- Der amerikanische Profiwrestler Sting änderte 1996 sein Erscheinungsbild in Anlehnung an The Crow und nutzte ein ähnliches weißes Make-up.
- Im September 2024, aus Anlass des 30-jährigen Jubiläums des Spielfilms The Crow – Die Krähe, veröffentlichte die Metal-Band Life of Agony den Song The Crow (In Memory Of B.L.) als Hommage an den während der Dreharbeiten tödlich verwundeten Schauspieler Brandon Lee.[3]